# Ydstebøhavn
Ydstebøhavn este o localitate din comuna Kvitsøy, provincia Rogaland, Norvegia, cu o suprafață de 0,35 km² și o populație de 393 locuitori (2013).